# 牧次郎
牧 次郎（まき じろう、1884年（明治17年）5月1日 - 1954年（昭和29年）1月14日）は、大日本帝国陸軍軍人。最終階級は陸軍少将。

## 経歴
1884年（明治17年）に熊本県で生まれた。陸軍士官学校第17期卒業。1931年（昭和6年）8月1日に陸軍歩兵大佐に進級、第1師団司令部附となり、駒澤大学に配属された。1933年（昭和8年）8月に神戸連隊区司令官に転じた。
1936年（昭和11年）3月7日、陸軍少将進級と同時に第9師団司令部附となり、1938年（昭和13年）7月15日に待命、7月27日に予備役に編入された。1945年（昭和20年）3月31日に召集され、全州陸軍兵事部長兼全州地区司令官に就任した。
1947年（昭和22年）11月28日、公職追放仮指定を受けた。